# デュアー・ファレス
デュアー・ファレス（Du'ah Fares, 1989年3月24日 - ）は、イスラエル出身のモデル。アンジェリーナ・ジョリーにあやかってアンジェリーナの名前で活動している。

## 来歴
イスラム教の共同体ドゥルーズ派の家系の生まれで、厳格な教義を守って生活してきた。そのためアラブ人のためのミスコンテスト、ザ・レディ・オブ・ジ・アラブのような水着審査のないコンテストに参加していた。
しかし2009年にミス・ユニバース出場を夢見てミス・イスラエルに参加した。面接審査を通過し、最終審査まで残ったもののドゥルーズ派から抗議の声が続出し、最終審査の水着審査は辞退を余儀なくされた。